# آموزش کارآفرینی

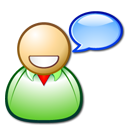
کارآفرینی میتواند اکتسابی باشد

آموزش کارآفرینی در تلاش است تا دانش، مهارت و انگیزه دانش آموزان برای تشویق موفقیت کارآفرینی در زمینه‌های مختلف را فراهم کند.
تنوع آموزش کارآفرینی در تمام مقاطع تحصیلی از مدارس ابتدایی یا متوسطه از طریق برنامه‌های دانشگاهی تحصیلات تکمیلی ارائه می‌شود.

## اهداف
آموزش کارآفرینی بر توسعه مهارت‌ها یا ویژگی‌هایی متمرکز است که تحقق فرصت را امکان‌پذیر می‌کند، جایی که آموزش مدیریت به بهترین روش برای عملکرد سلسله مراتب موجود متمرکز است. هر دو رویکرد به نوعی در دستیابی به «سود» سهیم هستند (که در سازمانهای غیرانتفاعی یا دولت می‌تواند به شکل افزایش خدمات یا کاهش هزینه یا افزایش پاسخگویی به مشتری / شهروند / مشتری باشد).